# Branch Metrics
Branch Metrics ist eine Open-Source-Plattform, die Deep-Linking-Lösungen für Entwickler mobiler Apps anbietet. Mit Hilfe entsprechender Software Development Kits (SDKs) für Web, iOS oder Android können Entwickler zielgerichtete Smartlinks zu Inhalten innerhalb einer App generieren. Mit Hilfe dieser Links lassen sich Kontextdaten durch den Installationsvorgang einer App bewahren, um so durch personalisierte Ansprache die Conversion und das Engagement von Appnutzern zu steigern. Die Lösungen dienen somit letztlich der verbesserten Nutzerakquise und -retention. Die zusätzlich von Branch Metrics bereitgestellte Dashboard-Lösung ermöglicht die Auswertung von Nutzerverhalten, Viralität, Kampagnenerfolgen und Kundenwerten. Mit den gesammelten Daten lassen sich individuelle Analyseberichte erstellen, um organisches Wachstum und ROI verschiedener Kampagnenaktivitäten zu messen.
Hierbei kommt das von Branch Metrics entwickelte und benannte Contextual Deep Linking zum Einsatz. Ein Klick auf einen verlinkten Inhalt in einer nicht installierten App führt den Nutzer zur jeweiligen Seite im App Store. Nach dem Download wird der Nutzer automatisch zum entsprechenden Inhalt geführt. Um diesen Prozess lückenlos durchführen zu können, wird beim Klick auf den Link ein digitaler Fingerabdruck des Nutzers generiert, in dem Quelle und Ziel enthalten sind. Sobald dieser Nutzer die entsprechende App zum ersten Mal öffnet, wird er seinem Fingerabdruck und der entsprechenden Zieladresse zugeordnet. Dank dieses „Fingerprint Matching“ kann der Nutzer an sein Ziel navigiert werden.

## Geschichte
Branch Metrics wurde im Juni 2014 von Alex Austin, Mike Molinet, Mada Seghete und Dmitri Gaskin gegründet. Austin, Molinet und Segethe hatten sich im MBA-Programm an der Stanford Graduate School of Business kennengelernt und zunächst Kindred Prints, eine mobile App zum Teilen und Drucken von Fotos entwickelt. Die technischen Hürden bei der Nutzeransprache und -akquise, beispielsweise die fehlende Möglichkeit, Inhalte mit neuen Nutzern über den Installationsvorgang hinweg zu teilen, überzeugten sie von der Notwendigkeit einer verbesserten Lösung für mobiles Deep Linking. Sie verkauften Kindred und begannen unter Hinzunahme von Dmitri Gaskin den Aufbau von Branch Metrics.
Branch Metrics durchlief in den ersten Monaten seiner Entstehung das StartX-Accelerator-Programm der Stanford University.
Das Unternehmen wurde seitdem durch Risikokapital in Höhe von mehr als 17 Millionen US-Dollar unter anderem von NEA, Greylock Partners, Redpoint Ventures, Lightspeed Venture Partners, Pejman Mar Ventures and Ben Narasin finanziert.